# Голан, Яир
Яи́р Гола́н (ивр. יאיר גולן‎; род. 14 мая 1962, Ришон-ле-Цион, Израиль) — израильский военный и политический деятель, председатель левоцентристской партии «Авода» («Израильской партии труда») с мая 2024 года (под началом Голана партия объединилась с партией «Мерец» в совместное политическое движение под названием «Ха-Демократим»).
Генерал-майор запаса Армии обороны Израиля; в последних армейских должностях: Командующий Командованием тыла Армии обороны Израиля (с 2008 по 2011 год), Командующий Северным военным округом (с 2011 по 2014 год), заместитель Начальника Генерального штаба армии (с 2014 по 2017 год).
Депутат кнессета от партии «Мерец» в кнессетах 22-го, 23-го и 24-го созывов, заместитель министра экономики и промышленности Израиля с 26 июля 2021 по 29 декабря 2022 года.

## Биография

### Семья и ранние годы
Яир Голан родился 14 мая 1962 года в Ришон-ле-Ционе, Израиль.
Отец Голана, Гершон Голан (1930—2007), сын Ашера и Сары Гольднер, выросший в городке Кёнигсхофен в Баден-Вюртемберге, был вынужден покинуть нацистскую Германию и переехать в Палестину с родителями в 1935 году. С 1948 года Гершон Голан служил в войсках связи Армии обороны Израиля и вышел в отставку в звании подполковника в должности старшего помощника Главного офицера связи и электроники по технологии. В рамках резервистской службы принял участие в Войне Судного дня в качестве командира батальона радиоэлектронной борьбы Южного военного округа и дослужил до звания полковника запаса. Среди гражданских должностей отца Голана должности генерального директора компании Telrad и компании Motorola Israel.
Мать Голана, Рахель, родилась в Тель-Авиве в семье Арье Раппопорта, родившегося в Каменце-Подольском (ныне Украина) и переехавшего в Палестину в 1921 году, и Ханы (урождённой Саломон), родившейся в мошаве Нахалат-Йехуда (ныне район Ришон-ле-Циона).
Голан учился в школах «Хавив» и «Ядлин» в Ришон-ле-Ционе, а затем в школе «ОРТ Сингаловски» в Тель-Авиве.
В юности Голан был вожатым в молодёжном движении «Ха-ноар ха-овед ве-ха-ломед» и главой совета филиала («гнезда») движения в Ришон-ле-Ционе.

### Военная карьера
В 1980 году Голан был призван на службу в Армии обороны Израиля. Хоть Голану и удалось поступить на курс лётчиков ВВС, он решил попросить перевести его на службу в бригаде «Цанханим» вслед за своим братом, ранее служившим в бригаде.
Начал службу в бригадной противотанковой роте (ивр. פלוגת עורב‎) бригады «Цанханим». В мае 1982 года вышел на офицерские курсы. Спустя короткое время началась Ливанская война, и батальон офицерских курсов, в котором находился Голан, был присоединён в качестве пехотного батальона к танковой бригаде и принял участие в боях в районе горной цепи Бир-ад-Дахер в Ливане, а затем и в боях в Бейруте.
В дальнейшем Голан был командиром роты в 50-м батальоне бригады «Цанханим» и командиром бригадной противотанковой роты. В последней должности, помимо прочего, принял участие в операции «Зелёные глаза» (ивр. מבצע עיניים ירוקות‎) в 1987 году по зачистке деревни Майдун в Ливане от боевиков «Хезболлы» и в операции «Закон и порядок» (ивр. מבצע חוק וסדר‎) в той же деревне 3 мая 1988 года.

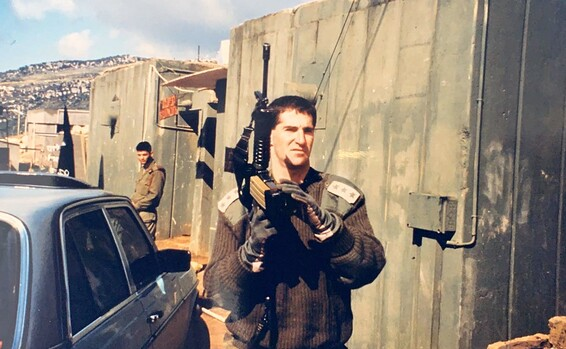
Яир Голан в Южном Ливане

Затем был заместителем командира 890-го батальона (батальон «Эфа») (при командире батальона Бени Ганце) и командиром оперативного отдела бригады. В 1992 году возглавил 890-й батальон, а с 1993 по 1994 год был командиром батальона «Гефен» в Офицерской школе Армии обороны Израиля.
Далее был назначен командиром оперативного отдела территориальной дивизии Иудеи и Самарии, а в 1996 году возглавил Восточную бригаду Подразделения связи взаимодействия с Ливаном (территориальной дивизии, размещавшейся в южном Ливане). В этой должности был ранен в 1997 году во время столкновения с боевиками «Хезболлы», несмотря на ранение продолжив вести бой.
С 1998 года был главой Оперативного департамента (ивр. מחלקת המבצעים‎) в Оперативном управлении Генерального штаба армии, а с 8 августа 2000 по июль 2002 года — командиром бригады «Нахаль». В конце 2001 года силы бригады под командованием Голана провели контртеррористическую операцию в Тулькарме, а в начале 2002 года — в Рамалле, включая лагерь беженцев Эль-Амари. Голан командовал бригадой и во время операции «Защитная стена» на Западном берегу реки Иордан.
24 июля 2003 года Голан возглавил территориальную дивизию «Ха-Галиль». В 2004 году в ходе учений Генштаба Голан предупредил Начальника Генштаба генерал-лейтенанта Моше Яалона о несостоятельности оперативных планов армии по противостоянию «Хезболле» в Ливане ввиду недостаточности сил, выделенных армии для достижения цели, и передал подобное предупреждение и преемнику Яалона генерал-лейтенанту Дану Халуцу накануне начала Второй ливанской войны в 2006 году, ход которой и действительно выявил недочёты в готовности армии к войне в Ливане. Во время Второй ливанской войны Голан также предложил генерал-лейтенанту Халуцу план массивной наземной операции в Ливане с выходом израильских сил к реке Литани, однако Начальник Генштаба отклонил предложение Голана.
С 2005 года по 5 июля 2007 года был командиром территориальной дивизии Иудеи и Самарии. Несмотря на значительные успехи в должности по борьбе с палестинским террором на Западном берегу реки Иордан, период Голана на посту был омрачён двумя выговорами, объявленными Голану со стороны командования. В первом случае Начальник Генштаба Дан Халуц объявил Голану выговор за достижение договорённости о мирной эвакуации еврейских поселенцев, поселившихся без разрешения властей в зданиях оптового рынка в Хевроне, до этого вынужденно покинутых палестинцами из-за армейских ограничений на передвижение по городу; Голану вменялось, что, не располагая на то полномочиями, он обещал поселенцам позволить им вновь заселить здания при условии предварительной эвакуации рынка без сопротивления с их стороны. Во втором случае Голану вменялось нарушение приказа о запрете использования палестинского гражданского населения при ведении боевых действий: в соответствии с «методом предварительного предупреждения» (ивр. נוהל אזהרה מוקדמת‎) (называемого также «методом соседа»), принятым в армии в те времена в ходе операций по аресту подозреваемых боевиков на Западном берегу реки Иордан, в особых случаях отряд обращался к местному жителю с просьбой вызвать подозреваемого из дома и таким образом предотвратить вооружённую атаку дома; данная практика продолжилась при Голане, несмотря на то что 6 октября 2005 года Верховный суд Израиля признал подобное действие не соответствующим нормам международного гуманитарного права и указал армии воздержаться в будущем от применения метода, а Генштаб армии выпустил соответствующий приказ, запрещающий использование метода. Главный военный прокурор Авихай Мандельблит указал принять в отношении Голана административно-командные меры (при этом в свете всех обстоятельств воздержаться от передачи уголовного дела в военный суд), вследствие чего Начальник Генштаба Габи Ашкенази объявил Голану административный выговор и приказал приостановить его продвижение на период девяти месяцев с марта 2007 года. Данное решение предотвратило назначение Голана на пост Военного секретаря премьер-министра.

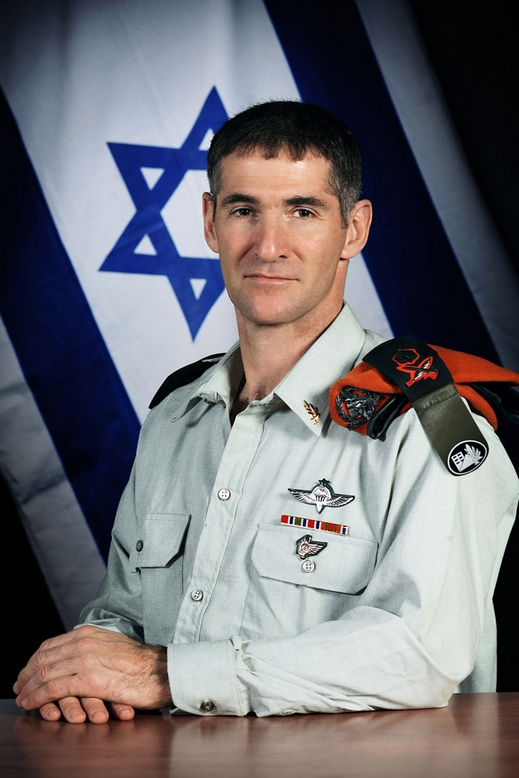
Генерал-майор Яир Голан на посту Командующего Командованием тыла

3 января 2008 года Голан вступил на пост Командующего Командованием тыла. В этой должности Голан командовал защитой гражданского тыла во время операции «Литой свинец» в секторе Газа, а также продолжил обширные усилия по подготовке израильского тыла к возможным вооружённым конфликтам (в том числе в свете угрозы иранских баллистических ракет) на основе критических выводов в отношении готовности тыла во время Второй ливанской войны. Также командовал израильской спасательной экспедицией во время землетрясения на Гаити в 2010 году.
15 июня 2011 года Голан передал управление Командованием тыла генерал-майору Эялю Айзенбергу, а 11 июля 2011 года вступил на пост Командующего Северным военным округом, сменив генерал-майора Гади Айзенкота. Командовал округом во время Гражданской войны в Сирии; помимо прочего, отдал указание позволить приём сирийцев, раненых во время войны, в импровизированном израильском госпитале на сирийской границе.
2 ноября 2014 года Голан передал командование Северным округом генерал-майору Авиву Кохави, при этом решение о следующей должности Голана было задержано до принятия решения о личности следующего Начальника Генштаба армии. Министр обороны Моше Яалон утверждал в дальнейшем, что задержка была связана с желанием премьер-министра Биньямина Нетаньяху видеть следующим Начальником Генштаба самого Голана.
29 ноября 2014 года министр обороны Моше Яалон объявил о решении назначить Голана заместителем Начальника Генштаба Армии обороны Израиля вследствие планируемого продвижения заместителя Начальника Генштаба, генерал-майора Гади Айзенкота, на пост Начальника Генштаба в феврале 2015 года. 15 декабря 2014 года Голан вступил на пост заместителя Начальника Генштаба.
В данной должности Голан руководил, помимо прочего, процессами разработки и исполнения многолетней стратегической программы развития Армии обороны Израиля «Гидон» (ивр. תר"ש גדעון‎) на 2015—2019 годы. Также занимался вопросами противостояния угрозам террористической организации «ИГИЛ», приблизившейся к израильско-сирийской границе на Голанских высотах в ходе Гражданской войны в Сирии, и курировал координацию израильской армии с российскими вооружёнными силами, участвовавшими в этой войне.
В своей речи на церемонии Дня Катастрофы в кибуце Тель-Ицхак 4 мая 2016 года Голан сказал, помимо прочего:

В моём видении Холокост обязан вызывать в нас глубокие размышления о сущности человека, даже когда этот человек — это мы сами; он обязан вызывать в нас глубокие размышления об ответственности лидерства, о качестве общества, он обязан привести нас к основательному мышлению о том, как мы — здесь и сейчас — относимся к пришельцу, сироте и вдове и им подобным. Холокост обязан вести нас к раздумьям о нашей общественной жизни, и, более того, он обязан заставить всех, кто может — а не только всех, кто того хочет — принять на себя общественную ответственность. Потому что, если меня и пугает нечто в памяти Холокоста, так это распознание тех вызывающих содрогание процессов, произошедших в Европе в целом и в Германии в частности — тогда, 70, 80 и 90 лет назад — и осознание того, что признаки тех процессов различимы здесь среди нас, сегодня, в 2016 году. Ведь нет ничего проще и легче ненависти к чужаку. Нет ничего проще и легче пробуждения фобий и запугивания. Нет ничего проще и легче скатывания в скотское состояние, в стадный конформизм, в ханжество. В День памяти Холокоста следует обсуждать нашу собственную способность искоренить из нашей среды ростки нетерпимости, ростки насилия, ростки саморазрушения, ведущие к моральной деградации. По сути, День памяти Холокоста — это шанс для критического самоанализа.
Оригинальный текст (иврит)השואה, בעיניי, חייבת להביא אותנו להרהורים עמוקים בדבר טיבו של האדם, גם כשאדם זה הוא אנו עצמנו; היא צריכה להביא אותנו להרהורים מעמיקים בדבר אחריותה של מנהיגות, ובדבר איכותה של חברה, והיא חייבת להוביל אותנו לחשיבה יסודית, על איך אנו - כאן ועכשיו - נוהגים בגר, ביתום ובאלמנה, ובאלו שדומים להם. השואה חייבת להוביל אותנו לחשיבה אודות חיינו הציבוריים, ועוד יותר מכך, היא חייבת להוביל את כל מי שיכול - ולא רק את מי שרוצה - לשאת באחריות ציבורית. כי אם יש משהו שמפחיד אותי בזיכרון השואה, הוא זיהוי תהליכים מעוררי חלחלה שהתרחשו באירופה בכלל, ובגרמניה בפרט, אז לפני 70, 80 ו-90 שנה, ומציאת עדות להם כאן בקרבנו, היום, ב-2016. הרי אין יותר קל ופשוט מלשנוא את הזר. אין יותר קל ופשוט מלעורר חרדות ומלהלך אימים. אין יותר קל ופשוט מהתבהמות, התקרנפות והתחסדות. ביום השואה ראוי לדון ביכולתנו שלנו לעקור מקרבנו ניצנים של חוסר סובלנות, ניצנים של אלימות, ניצנים של הרס עצמי בדרך ההתדרדרות המוסרית. למעשה, יום השואה הוא הזדמנות לחשבון נפש.
Речь Голана вызвала бурное общественное обсуждение и навлекла на Голана волну порицаний со стороны критиков, распознавших в его словах скандальное сравнение Израиля с гитлеровской Германией. Министр Нафтали Бенет выразил мнение, что подобные высказывания способны сыграть на руку отрицателям Холокоста, а также тем, кто пожелает провести неправомерное сравнение солдат Армии обороны Израиля с нацистскими солдатами, а следовательно Голану необходимо немедленно признать свои слова ошибочными. Министр Мири Регев заявила, что не дело заместителя Начальника Генштаба заниматься обсуждением общественных вопросов, и призвала Голана немедленно подать в отставку, а министр Юваль Штайниц потребовал объявить Голану выговор. Премьер-министр Биньямин Нетаньяху открыл заседание правительства 8 мая 2016 года осуждением слов Голана, назвав сравнение, проведённое Голаном, «возмутительным».
С другой стороны министр обороны Моше Яалон поддержал Голана, назвав нападки на него следствием намеренного искажения его слов, представляющего собой очередную тревожащую попытку вовлечь Армию обороны Израиля в политический спор. Яалон заявил при этом, что задача командира армии — не только командовать солдатами на поле боя, но и задавать своим подчинённым морально-этические ориентиры. Глава оппозиции Ицхак Герцог назвал Голана «смелым командиром» и порекомендовал его критикам понять, что именно так и должно выглядеть моральное поведение и принятие ответственности.
В ответ на критику Голан заявил, что он не намеревался сравнивать Израиль или его армию с нацистской Германией или подвергать критике политическое руководство страны, и что само такое сравнение абсурдно и беспочвенно.
11 мая 2017 года Голан передал должность заместителя Начальника Генерального Штаба армии генерал-майору Авиву Кохави и вышел на учёбу в ожидании решения о выборе преемника генерал-лейтенанта Гади Айзенкота на посту Начальника Генштаба армии.
Накануне определения преемника Начальника Генштаба Голан и генерал-майор Авив Кохави считались ведущими кандидатами на пост. В августе 2018 года около сотни представителей семей павших солдат Армии обороны Израиля обратились к министру обороны Авигдору Либерману с требованием снять кандидатуру Голана с рассмотрения ввиду его прошлых высказываний, включая высказывание на церемонии Дня Катастрофы в 2016 году, а также более давние высказывания Голана перед своими солдатами о том, что он предпочтёт подвергнуть риску жизни солдат, если то необходимо для избежания неоправданного убийства 60-летней женщины из среды гражданского населения, а также о том, что он не видит оправдания открывать огонь по невооружённому палестинцу, бегущему в сторону солдат. Либерман назвал кампанию против избрания Голана «недостойной» и заявил, что она не повлияет на отбор кандидата на пост Начальника Генштаба.
По результатам процесса отбора кандидатов министр обороны Авигдор Либерман опубликовал 26 октября 2018 года своё решение назвать Кохави преемником Айзенкота на посту Начальника Генштаба. Несмотря на предыдущее высказывание Либермана о том, что речь Голана в 2016 году не повлияет на процесс выбора, в СМИ высказывались мнения, что речь Голана сказалась на решении, да и сам Голан заявил в интервью после выхода в запас из армии в конце марта 2019 года, что именно его речь скорее всего стоила ему потерей шанса получить назначение на пост Начальника Генштаба, хоть он и нисколько не сожалеет об этом.

### Политическая карьера
После выхода в запас в 2019 году Голан был исследователем в Иерусалимском институте стратегии и безопасности (JISS).
26 июня 2019 года бывший премьер-министр Эхуд Барак объявил об учреждении новой партии, «Демократический Израиль» (ивр. ישראל דמוקרטית‎), накануне парламентских выборов, запланированных на сентябрь того же года, а Голан объявил на той же пресс-конференции о присоединении к данной партии.
25 июля 2019 года партии «Демократический Израиль», «Мерец» и «Зелёная партия» объявили о формировании альянса «Демократический лагерь» накануне грядущих выборов, при этом Голан занял третье место в списке кандидатов альянса на выборах (после лидера «Мереца» Ницана Хоровица и Став Шафир, покинувшей партию «Авода» ради присоединения к альянсу). Голан был избран в кнессет 22-го созыва после того, как альянс занял по результатам выборов 5 мест в кнессете.
В кнессете 22-го созыва был членом Комиссии по иностранным делам и безопасности, а также членом совместной временной комиссии по оборонному бюджету Финансовой комиссии и Комиссии по иностранным делам и безопасности, членом подкомиссий по вопросам готовности и текущей безопасности и по внешней политике и публичной дипломатии и членом временной подкомиссии по проверке готовности тыла к чрезвычайной ситуации.
После роспуска кнессета 22-го созыва Голан и лидер «Мереца» Ницан Хоровиц объявили 7 января 2020 года о намерении вновь представить на парламентских выборах в марте 2020 года список кандидатов от альянса «Демократический лагерь» с Голаном на третьем месте в списке. Из-за несогласия членов альянса «Демократический лагерь» об условиях объединения с «Мерецом» накануне выборов Голан перешёл из партии «Демократический Израиль», входящую в «Демократический лагерь», в на деле не действующую после роспуска кнессета 16-го созыва, хоть и до сих пор формально зарегистрированную, партию бывшего депутата кнессета Романа Бронфмана «Демократический выбор» (ивр. הבחירה הדמוקרטית‎) и подписал с Хоровицем договор о слиянии партий «Демократический выбор» и «Мерец».
13 января 2020 года было объявлено об объединении партии «Мерец» и альянса «Авода—Гешер» в альянс «Авода—Гешер—Мерец», и Голан занял седьмое место в списке кандидатов альянса на выборах. На этот раз Голан вошёл в альянс за счёт квоты, выделенной альянсом партии «Мерец», что вызвало недовольство члена партии «Мерец» Иссауи Фреджa, оказавшегося на более низком месте в списке и обратившегося в партийный трибунал партии «Мерец» с петицией против объединения «Мереца» с «Демократическим выбором» (по сути, с Голаном) и условий этого объединения. Партийный трибунал постановил, что решение об объединении должно быть вынесено на партийное голосование, и уже вечером 14 января 2020 года съезд партии «Мерец» значительным большинством голосов поддержал объединение партий и его условия.
На выборах в кнессет 23-го созыва, состоявшихся 2 марта 2020 года, Голан вновь был избран в кнессет после того, как альянс «Авода—Гешер—Мерец» занял по результатам выборов 7 мест в кнессете. При распаде альянса вследствие несогласия членов альянса по вопросу вступления в коалицию с партией «Ликуд» с целью формирования правительства национального единства фракция «Мерец», включая Голана, вышла из состава альянса и осталась в парламентской оппозиции.
В кнессете 23-го созыва Голан был членом Комиссии по иностранным делам и безопасности, Комиссии по конституции, законодательству и праву и Комиссии по образованию, культуре и спорту, а также исполняющим обязанности члена подкомиссии по готовности и текущей безопасности. Также возглавлял парламентское лобби «За безопасность Израиля» и являлся членом парламентских лобби «За Галилею», «За продвижение нужд непризнанных деревень в Негеве», «За еврейский народ» и «За продвижение инженерной отрасли в Израиле», а также был главой парламентской группы дружбы Израиль-Дания.
В декабре 2020 года Голан официально вступил в ряды партии «Мерец».
На выборах в кнессет 24-го созыва, состоявшихся 23 марта 2021 года, Голан вошёл в список кандидатов партии «Мерец» на третьем месте и был избран в кнессет после того, как партия «Мерец» заняла по результатам выборов 6 мест в кнессете.
В кнессете 24-го созыва Голан был до 26 июля 2021 года членом Комиссии по иностранным делам и безопасности, Комиссии по вопросам алии, абсорбции и диаспоры, временной подкомиссии по делам разведки и временной подкомиссии по готовности и текущей безопасности.
После формировании 36-го правительства под руководством Нафтали Бенета и Яира Лапида, которое поддержала и партия «Мерец», Голан был назначен, начиная с 26 июля 2021 года, заместителем министра экономики и промышленности Израиля при министре Орне Барбивай из партии «Еш Атид», сохраняя при этом и должность депутата кнессета. Назначение на данный пост стало частью компромисса между парламентской коалицией и оппозицией о передаче депутату кнессета от оппозиции должности председателя Комиссии кнессета по вопросам алии, абсорбции и диаспоры, на которую был предназначен Голан. Сам Голан, ранее критиковавший предыдущее правительство за излишек министерских должностей, ложащийся по его мнению грузом на бюджет, заявил, что, приняв назначение на пост заместителя министра, действовал на основании решения его партии вследствие необходимости внести баланс между представителями партий правого и левого политического лагеря в коалиционном правительстве.

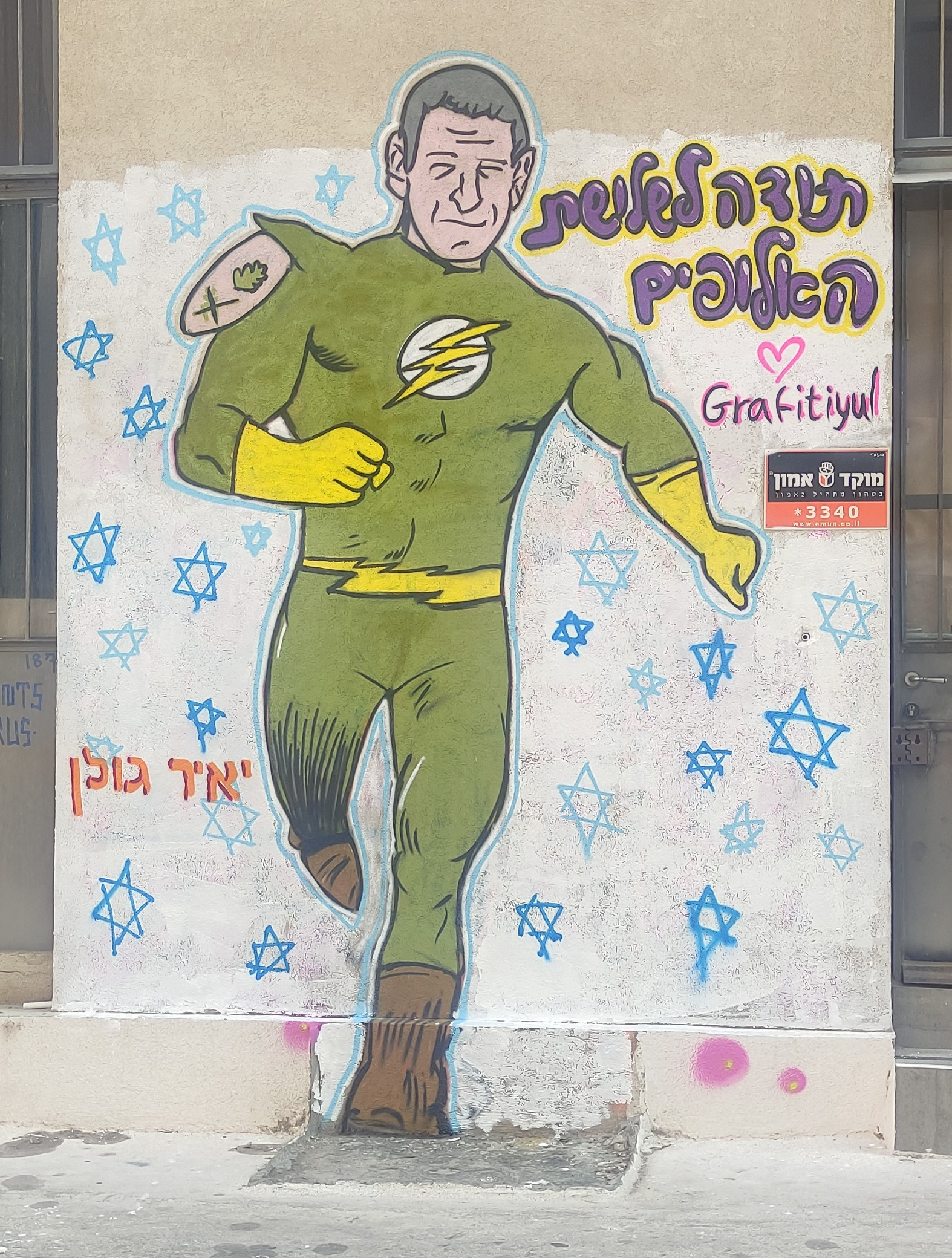
Граффити в Тель-Авиве, восславляющее действия Голана по спасению граждан в ходе событий 7 октября 2023 года

Вследствие объявления внеочередных парламентских выборов, назначенных на ноябрь 2022 года, Голан объявил 6 июля 2022 года о своём намерении представить свою кандидатуру на пост главы партии «Мерец» на внутрипартийных выборах. На внутрипартийных выборах, состоявшихся 23 августа 2022 года, кандидатура Голана на пост главы партии получила 40 % голосов, уступив кандидатуре Захавы Гальон, набравшей 60 % голосов, и Голан вошёл в список кандидатов партии «Мерец» на грядущих выборах на пятом месте. В конечном счёте список кандидатов партии «Мерец» не преодолел на выборах электоральный барьер и не вошёл в кнессет 25-го созыва. 29 декабря 2022 года сошёл с поста заместителя министра экономики и промышленности ввиду принесения присяги 37-го правительства Израиля под руководством Биньямина Нетаньяху.
Оставив должности в правительстве и кнессете, Голан присоединился к активной протестной деятельности против судебной реформы в Израиле, задуманной правительством под руководством Биньямина Нетаньяху, при этом Голан в открытую призывал к совершению актов гражданского неповиновения против властей.
7 октября 2023 года, в ходе массового вторжения боевиков ХАМАС из сектора Газа в Израиль, Голан по собственной инициативе выехал на захваченные боевиками территориями до прихода туда израильских сил безопасности и на личном автомобиле эвакуировал оттуда несколько граждан, сначала из района резни на музыкальном фестивале в Реиме, а затем из занятого боевиками кибуца Нахаль-Оз и других мест.
Ещё в середине 2023 года Голан учредил некоммерческую организацию «Просветление» (ивр. התאוררות‎ Хитореру́т) для осуществления образовательных проектов по продвижению идей либерального сионизма; после начала войны в Газе в октябре 2023 года организация перешла заниматься, в основном, координацией добровольческой деятельности по поддержке израильских фермеров на границе с сектором Газы. В декабре 2023 года Голан заявил в интервью газете «Га-Арец» о своих планах превратить организацию в платформу для консолидации избирателей партий лево-сионистского политического блока Израиля в качестве альтернативы утратившим по его мнению привлекательность партиям «Мерец» и «Авода» и в качестве инструмента для разворота оттока избирателей в центристские партии под руководством Бени Ганца и Яира Лапида.
В марте 2024 года Голан представил свою кандидатуру на пост председателя партии «Авода», при этом открывая кампанию по объединению сил лево-сионистского политического блока Израиля в рамках движения под названием «Ха-Демократим» («Демократы»). На внутрипартийных выборах, состоявшихся 28 мая 2024 года, Голан был избран председателем партии «Авода», получив 95,15 % голосов избирателей.
Вскоре после своего избрания на пост председателя партии «Авода» Голан достиг договора с партией «Мерец» об объединении партий «Авода» и «Мерец» в объединённую политическую платформу под названием «Ха-Демократим»; договор был утвержден подавляющим большинством голосов на съезде партии «Авода», состоявшемся 12 июля 2024 года, и на съезде партии «Мерец», состоявшемся 19 июля 2024 года.

### Образование и личная жизнь
За время службы в армии Голан получил степень бакалавра Тель-Авивского университета (в области политогии) и степень магистра Гарвардского университета (в области государственного управления).
Также окончил учёбу в Командно-штабном колледже Армии обороны Израиля и в Военном колледже Армии США. В 2017 году был также приглашённым военным исследователем (англ. military fellow) в Вашингтонском институте ближневосточной политики.
Женат на Рути Голан, специалистке в областе физической реабилитации, занимающейся проведением тренировок практики психологической внимательности. Голан познакомился со своей женой в 1979 году во время совместной учёбы в школе.
Проживает в городе Рош-ха-Аин.
Отец пятерых сыновей (Илай, Йоав, Урия, Идо, Йонатан), все сыновья Голана окончили учёбу в интернате в «Мидрешет Сде-Бокер». Старший сын Илай обучался в докторантуре Кембриджского университета, готовясь к защите диссертации по теме китайской народной религии, и планировал вернуться в Израиль по завершении учёбы для ведения преподавательской деятельности, однако вернулся в Израиль ранее на резервистскую службу во время войны в Газе, начавшейся в октябре 2023 года. На резервистскую службу во время войны в Газе был призван и третий сын Голана, а младший сын Голана был призван в ноябре 2023 года на срочную службу в ВМС Израиля.
Старший брат Голана, Арнон, является профессором исторической географии в Хайфском университете; младшая сестра Голана, Рони, работает в области специальной педагогики в Медицинском центре имени Шамира.

## Публикации
- סא"ל יאיר הכשרת קצונה מערכות 336, יוני 1994 (Подполковник Яир, «Подготовка офицерских кадров», «Маарахот» № 336 (июнь 1994)), с. 32 (Архивная копия от 6 июня 2020 на Wayback Machine) (иврит)
- סא"ל יאיר מקצועיות ואתיקה צבאית מערכות 337, אוגוסט 1994 (Подполковник Яир, «Профессионализм и военная этика», «Маарахот» № 337 (август 1994)), с. 2 (Архивная копия от 6 июня 2020 на Wayback Machine) (иврит)
- אל"ם יאיר גולן מרכיבי היכולת ללחימה בשטח בנוי — דוגמת חטיבת הנח"ל מערכות 384, יולי 2002 (Полковник Яир Голан, «Компоненты способности ведения боевых действий в условиях застройки — пример бригады „Нахаль“», «Маарахот» № 384 (июль 2002)), с. 96 (Архивная копия от 5 июля 2020 на Wayback Machine) (иврит)
- תא"ל יאיר גולן ורס"ן אריאל ויינר ניהול ידע מבצעי במרחב איו"ש מערכות 409—410, דצמבר 2006 (Бригадный генерал Яир Голан и майор Ариэль Вайнер, «Управление оперативным знанием на территории Иудеи и Самарии», «Маарахот» № 409—410 (декабрь 2006)), с. 62 (Архивная копия от 19 августа 2019 на Wayback Machine) (иврит)
- אלוף יאיר גולן טבילת האש: הקרב ששינה את חיי אלוף יאיר גולן מעריב-אן-אר-ג'י, 27.9.09 (Генерал-майор Яир Голан, «Крещение огнём: бой, изменивший жизнь генерал-майора Яира Голана», «Маарив-NRG» (27.9.09)) (Архивная копия от 3 октября 2009 на Wayback Machine) (иврит)
- אלוף יאיר גולן הפרחים לצד"ל במחנה, 21.5.10 (Генерал-майор Яир Голан, «Цветы — ЦАДАЛу», «Ба-махане» (21.5.10)) (копия на сайте fresh.co.il) (Архивная копия от 5 июля 2020 на Wayback Machine) (иврит)
- אלוף יאיר גולן לזכרם של אלעד, אוֺרי ונדב (Генерал-майор Яир Голан, «На память Элада, Ори и Надава»), Ynet (18.4.18) (Архивная копия от 25 июля 2022 на Wayback Machine) (иврит)
- יאיר גולן אז מה עושים עם עזה (Яир Голан, «Так что же делать с Газой»), Иерусалимский институт стратегии и безопасности (JISS) (16.4.19) (Архивная копия от 2 июля 2022 на Wayback Machine) (иврит) (также в переводе на английский (Архивная копия от 27 апреля 2022 на Wayback Machine)) (англ.))
- יאיר גולן מופת הנופלים (Яир Голан, «Идеал павших»), Иерусалимский институт стратегии и безопасности (JISS) (9.5.19) (Архивная копия от 7 июля 2020 на Wayback Machine) (иврит)
- יאיר גולן לפני שאתם שונאים, תקשיבו מקור ראשון, 5.1.20 (Яир Голан, «Перед тем, как начнёте ненавидеть, выслушайте», «Макор Ришон» (5.1.20)) (Архивировано 10 декабря 2022 года.) (иврит)
- יאיר גולן הגיע הזמן לעצור את הטירוף — ממשלת שינוי עכשיו (Яир Голан, «Настал час остановить безумие: правительство перемен сейчас»), ice.co.il (1.6.21) (Архивная копия от 3 июня 2021 на Wayback Machine) (иврит)
- אלוף (מיל') ח"כ יאיר גולן וגל פרל פינקל על התמרון והאימונים לקראתו מערכות 490, 9.11.21 (Генерал-майор запаса депутат кнессета Яир Голан и Галь Перель Финкель, «О манёвре и учениях перед ним», «Маарахот» № 490 (9.11.21)) (Архивная копия от 8 декабря 2022 на Wayback Machine) (иврит)
- יאיר גולן הממשלה לא תהסס לשפוך דמי חיילינו בעבור חזון משיחי (Яир Голан, «Это правительство не задумываясь прольёт кровь наших солдат ради мессианского идеала»), ice.co.il (7.7.23) (Архивная копия от 8 июля 2023 на Wayback Machine) (иврит)